# Manuel Thurnwald
Manuel Thurnwald (1998. július 16. –) osztrák korosztályos válogatott labdarúgó, a Rheindorf Altach játékosa.

## Pályafutása

### Klubcsapatban
Végigjárta a Rapid Wien korosztályos csapatait, mielőtt az első csapat tagja lett. 2016. március 4-én mutatkozott be a második csapatban az SV Horn ellen 2–0-ra elvesztett bajnoki mérkőzésen, kezdőként 71 percet töltött a pályán. Hamar alapemberre lett klubjának a harmadosztályban. 2016 novemberében Mario Pavelic sérülése következtében került az első csapat keretébe. November 3-án kezdőként küldte pályára a Sassuolo elleni Európa-liga csoportmérkőzésen Mike Büskens vezetőedző. Három nappal később a bajnokságban a Wolfsberger AC ellen is kezdőként debütált az élvonalban. 2018. április 22-én első gólját is megszerezte az Admira Wacker Mödling ellen. 2019. július 22-én aláírt két évre a Rheindorf Altach csapatához.

### A válogatottban
2016. szeptember 4-én az osztrák U19-es labdarúgó-válogatottban az írek elleni felkészülési találkozón mutatkozott be. 2017. június 12-én az osztrák U21-esek között is debütált, a Magyarország ellen csereként. 2018. június 3-án Csehország ellen első gólját szerezte meg.

## Statisztika
2022. március 12-i állapot szerint.
| Klub             | Szezon           | Bajnokság | Bajnokság | Kupa    | Kupa  | UEFA    | UEFA  | Összesen | Összesen |
| Klub             | Szezon           | Meccsek   | Gólok     | Meccsek | Gólok | Meccsek | Gólok | Meccsek  | Gólok    |
| ---------------- | ---------------- | --------- | --------- | ------- | ----- | ------- | ----- | -------- | -------- |
| Rapid Wien II    | 2015–16          | 9         | 0         | –       | –     | –       | –     | 9        | 0        |
| Rapid Wien II    | 2016–17          | 17        | 0         | –       | –     | –       | –     | 17       | 0        |
| Rapid Wien II    | 2017–18          | 4         | 0         | –       | –     | –       | –     | 4        | 0        |
| Rapid Wien II    | 2018–19          | 3         | 0         | –       | –     | –       | –     | 3        | 0        |
| Rapid Wien II    | Összesen         | 33        | 0         | 0       | 0     | 0       | 0     | 33       | 0        |
| Rapid Wien       | 2016–17          | 11        | 0         | 0       | 0     | 2       | 0     | 13       | 0        |
| Rapid Wien       | 2017–18          | 10        | 1         | 2       | 0     | –       | –     | 12       | 1        |
| Rapid Wien       | 2018–19          | 6         | 0         | 0       | 0     | 3       | 0     | 9        | 0        |
| Rapid Wien       | Összesen         | 27        | 1         | 2       | 0     | 5       | 0     | 34       | 1        |
| Rheindorf Altach | 2019–20          | 28        | 0         | 1       | 0     | –       | –     | 29       | 0        |
| Rheindorf Altach | 2020–21          | 24        | 2         | 2       | 0     | –       | –     | 26       | 2        |
| Rheindorf Altach | 2021–22          | 21        | 1         | 1       | 0     | –       | –     | 22       | 1        |
| Rheindorf Altach | Összesen         | 73        | 3         | 4       | 0     | 0       | 0     | 77       | 3        |
| Karrier összesen | Karrier összesen | 133       | 4         | 6       | 0     | 5       | 0     | 144      | 4        |

## Külső hivatkozások
- Manuel Thurnwald adatlapja a Transfermarkt oldalán (angolul)
- Manuel Thurnwald adatlapja a Soccerway oldalon (angolul)